# Alain Finkielkraut
Alain Finkielkraut (n. 30 iunie 1949) este un filozof, scriitor și eseist francez, personalitate marcantă a scenei intelectuale contemporane.
Se naște la Paris, în 1949. Urmează cursurile École normale supérieure de Saint-Cloud. În mai 1968, participă tangențial la evenimentele din Paris, afiliat pentru scurtă vreme unei organizații studențești de stânga; deși simpatiile sale vor rămâne mereu atașate valorilor criticii și revoltei, desprinderea sa de orice grup politic organizat este imediată și definitivă. În 1979 are loc debutul său editorial. Alege în anii următori calea intelectualului angajat, intervenind, în scris sau pe scena publică, în numeroase evenimente care au marcat istoria și dezbaterea de idei din Franța.
Critica modernității și a progresismului, una din cele mai importante teme ale operei sale, este conturată mai întâi în volumul La défaite de la pensée (Înfrângerea gândirii), publicat în 1987, unde denunță, pe urmele Hannei Arendt, unul din mentorii săi spirituali, "barbaria lumii moderne". Susține activ mișcarea "noilor filozofi" francezi de desprindere de marxism și de lumea comunismului real, marcând un moment important în răsturnarea de opinii produsă în rândurile intelectualității franceze, obligată astfel să privească în față realitatea Gulagului.
Antitotalitarismul, sublinierea efectelelor nocive ale culturii de masă, denunțarea noilor forme de antisemitism, critica relativismului și a formelor invazive de corectitudine politică, problema memoriei colective sau cea a raportului între tradiție și modernitate sunt câteva din temele majore ale operei sale.
În prezent, Alain Finkielkraut predă filozofia și istoria ideilor la École polytechnique din Paris, susține o celebră emisiune la radioul cultural național din Franța și este cofondator al Institutului de studii levinassiene din Ierusalim, menținându-și totodată intervențiile publice în diversele dezbateri contemporane.

## Scrieri
- Ralentir, mots-valises! (1979), ed. Seuil.
- Le nouveau désordre amoureux (în colaborare cu Pascal Bruckner), 1977.
- Le juif imaginaire 1981, ed. Seuil.
- La sagesse de l'amour (1984), ed. Gallimard.
- La Défaite de la pensée. Paris, Gallimard, 1987.
- La Mémoire Vaine, du Crime Contre l'Humanité (1989).
- Comment peut-on être croate? (1992)
- L'humanité perdue, Paris, ed. Seuil, 1996.
- Le Mécontemporain. Charles Péguy, lecteur du monde moderne, Paris, ed. Gallimard, 1992.
- L'Ingratitude. Conversation sur notre temps avec Antoine Robitaille, Paris, ed. Gallimard, 1999.
- Une voix vient de l'autre rive, ed. Gallimard, 2000.
- Internet, l’inquiétante extase, Editions Mille et une nuits, 2001, în colaborare cu Paul Soriano.
- Une voix qui vient de l'autre rive, Paris, Gallimard, 2000.
- L'imparfait du présent. Pièces brèves, Paris, Gallimard, 2002.
- Les battements du monde", dialog cu Peter Sloterdijk, Paris, ed. Pauvert, 2003.
- Au nom de l'Autre. Réflexions sur l'antisémitisme qui vient, Paris, ed. Gallimard, 2003.
- Nous autres, modernes: Quatre leçons, ed. Ellipse, 2005.
- Le Livre et les livres. Entretiens sur la laïcité, dialoguri cu Benny Lévy ed. Verdier, 2006.
- Ce que peut la littérature, ed. Stock, 2006.